# 80s80s MV
80s80s MV ist ein privater Radiosender in Mecklenburg-Vorpommern. Er ging als Nachfolgesender von Antenne MV hervor und übernahm zum 26. Mai 2021 die seinerzeitigen UKW-Frequenzen in Mecklenburg-Vorpommern. Es versteht sich als Spartenprogramm mit Fokus auf Musik, Stars und Lebensgefühl aus den Jahren 1980 bis 1989.
Bereits seit dem 17. Juni 2015 gibt es auch eine bundesweite Version, 80s80s. Dessen Programmstruktur ist identisch und unterscheidet sich lediglich durch die Berichterstattung vom regionalen Anbieter.

## Programm
80s80s MV spricht mit seinem terrestrisch empfangbaren Hauptprogramm Real 80s Radio Hörer an, die die 1980er Jahre selbst erlebt haben. Gespielt wird unter anderem Musik von Depeche Mode, The Cure, The Police, Violent Femmes und Anne Clark oder auch Michael Jackson und Eurythmics. Neben Nachrichten, Service und Veranstaltungstipps für die unterschiedlichen regionalen Fenster des Programms (aktuell: Hamburg, Mecklenburg-Vorpommern und national) bilden vor allem redaktionelle Rubriken rund um das Thema Musik den Kern des Programms. In Let’s talk about Music reflektieren Künstler wie Adel Tawil, Peter Heppner, Lotto King Karl, Max Mutzke, Jimmy Somerville, Marian Gold von Alphaville oder Spandau Ballet über ihre Lieblingssongs. In der täglich ausgestrahlten Rubrik Starnews werden die aktuellen Meldungen über 1980er-Jahre-Stars in einem eigenen Nachrichtenformat aufbereitet, dass auch als Audio-On-demand-Angebot verfügbar ist. Das Programm wird durch eine auf Userabstimmung basierende, wöchentliche Chartshow (80s80s Countdown) ergänzt.
80s80s MV betreibt außerdem Webradio-Kanäle mit spezieller musikalischer Ausrichtung. 80s80s NDW spielt die Hits der Neuen deutschen Welle, 80s80s Depeche Mode widmet sich dem Gesamtwerk von Depeche Mode. Eigene tagesaktuelle Depeche-Mode-Nachrichten ergänzen das redaktionelle Angebot. 80s80s David Bowie und 80s80s Prince bereiten das musikalische Werk der jeweiligen Künstler auch redaktionell auf. 80s80s spielt Balladen der 1980er. Die Apps sind für Android und iOS verfügbar. Für die App werden die AAC+-Streams mit 64 kBit/s verwendet.
Die Website des Senders bietet neben dem gesamten Streamingangebot aller 80s80s-Sender noch ein umfassendes Songarchiv („Hit-Story“). Hier werden jeweils nach Erscheinungsjahr Hits aus den Jahren 1980 bis 1989 aufgelistet, zusammen mit Informationen zu der Entstehungsgeschichte der Songs.

## Team
Zum Team gehören u. a.:
- Peter Illmann
- George Zampounidis
- Marie Possehl
- Sebastian Voigt
- Medy Soul
- Torsten Dück
- Edda Matuszak

## Programmschema
Stand 26. September 2023
- Mo–Fr: 5-10 P.I.M. in Mecklenburg-Vorpommern mit Peter Illmann 
 10-15 At Work mit „Torte“ Dück 
 15-20 Mr. George in Mecklenburg-Vorpommern 
 23-5 80s80s
- Sa: 7-14 The Weekend in Mecklenburg-Vorpommern mit Mr. George 
 14-20 The Weekend mit „Torte“ Dück 
 20-5 Uhr 80s80s
- So: 8-12 The Weekend mit Medy Soul 
 12-15 Der 80s80s Countdown mit Sebastian 
 15-20 The Weekend in Mecklenburg-Vorpommern mit Boris Bass 
 23-5 80s80s

### Specialsendungen
Mo: 20-23 80s80s Special: Funk & Soul 

Di: 20-23 80s80s Special: Wave 

Mi: 20-23 80s80s Special: Italo Disco 

Do: 20-23 80s80s Special: Rock 

Fr: 20-23 80s80s Special: Party 

Sa: 20-23 80s80s Special: Party 

So: 20-23 80s80s Special: Love

## Frequenzen & Livestream
Zu empfangen ist der Sender unter folgenden Frequenzen:
- Wismar: 88,7 MHz
- Röbel/Müritz: 93,8 MHz
- Waren (Müritz): 98,3 MHz
- Rostock-Toitenwinkel: 100,8 MHz
- Schwerin: 101,3 MHz
- Helpterberg: 103,8 MHz
- Rügen: 105,1 MHz
- Usedom: 105,4 MHz
- Klütz: 105,8 MHz
- Güstrow: 107,7 MHz